# Carlo Urbani
Carlo Urbani (19 de outubro de 1956 — 29 de março de 2003) foi um médico e microbiologista italiano, tendo sido o primeiro a identificar a Síndrome respiratória aguda grave (SARS) como uma nova e perigosamente contagiosa doença viral. Apesar de o próprio ter ficado infetado e por consequência ter falecido, o seu alerta precoce à Organização Mundial de Saúde (OMS) despoletou uma resposta rápida a nível mundial e que foi reconhecida como tendo salvo numerosas vidas humanas.

## Vida pessoal
Urbani casou-se com Giuliana Chiorrini em 1983 e tiveram o seu primeiro filho, Tommaso, em 1987. Foi o pai de três crianças.